# گری تیلور (وزنه‌بردار)
گری تیلور (انگلیسی: Gary Taylor؛ زادهٔ ۱۴ اکتبر ۱۹۶۱) وزنه‌بردار اهل بریتانیا بود.
وی در مسابقات کشوری و بین‌المللی در مجموع برندهٔ ۱ مدال نقره شده‌است.